# سزیم استات
سزیم استات (به انگلیسی: Caesium acetate) یک ترکیب شیمیایی با شناسه پاب‌کم 160687 است. که جرم مولی آن 191.949 g/mol می‌باشد. شکل ظاهری این ترکیب، بی‌رنگ است.